# Cylindromyia bigoti
Cylindromyia bigoti är en tvåvingeart som beskrevs av Cantrell 1984. Cylindromyia bigoti ingår i släktet Cylindromyia och familjen parasitflugor. Inga underarter finns listade i Catalogue of Life.